# Nouran El Torky
Nouran El Torky (* 27. November 1992 in Alexandria) ist eine ehemalige ägyptische Squashspielerin.

## Karriere
Nouran El Torky ist seit 2008 als professionelle Spielerin auf der PSA World Tour aktiv und gewann drei Titel. Ihre beste Platzierung in der Weltrangliste erreichte sie im Januar 2015 mit Rang 41. 2014 gelang ihr erstmals die Qualifikation für das Hauptfeld der Weltmeisterschaft. Sie schied in der ersten Runde gegen Camille Serme in vier Sätzen aus.
Ihre Schwester Heba ist ebenfalls Squashspielerin.

## Erfolge
- Gewonnene PSA-Titel: 3